# Örskär, Kimitoön
Örskär är en ö i Finland. Den ligger i Skärgårdshavet och i kommunen Kimitoön i landskapet Egentliga Finland, i den sydvästra delen av landet. Ön ligger omkring 68 kilometer söder om Åbo och omkring 160 kilometer väster om Helsingfors.
Öns area är 10,5 hektar och dess största längd är 0,6 kilometer i öst-västlig riktning.